# 半期報告書
半期報告書（はんきほうこくしょ）は、金融商品取引法で規定されている半期毎の企業内容の外部への開示資料である。略して「半報（はんぽう）」と呼ばれることもある。

## 根拠法令
- 提出根拠法令：金融商品取引法 第24条の5
- 提出様式及び内容の根拠：企業内容等の開示に関する内閣府令 第18条

## 半期報告書提出の義務
かつて、上場会社等は、上半期末を迎えた後3ヶ月以内に半期報告書を提出する義務を負っていた。
四半期報告書制度が実施されるようになったことから、上場会社等は四半期報告書を提出する義務を負うこととなったため、半期報告書の提出義務はなくなったが、四半期報告書を提出しない有価証券報告書提出会社は、引き続き半期報告書を上半期末から3ヶ月以内に提出する義務を負う。
半期報告書は、有価証券報告書等と同様、EDINETによる電子提出が義務付けられている。

## 報告書の内容
年次報告の意味を有する有価証券報告書の記載内容を、半期ごとに更新する目的で上場会社等の会社情報を開示するため、連結財務諸表等の提出のみとなっている四半期報告書と異なり、個別財務諸表等の開示をはじめとする記載事項の多いのが特徴。
1. 企業情報
  1. 企業の概況
    1. 主要な経営指標等の推移
    2. 事業の内容
    3. 関係会社の状況
    4. 従業員の状況

  2. 事業の状況
    1. 業績等の概要
    2. 生産、受注及び販売の状況
    3. 対処すべき課題
    4. 経営上の重要な契約等
    5. 研究開発活動

  3. 設備の状況
    1. 主要な設備の状況
    2. 設備の新設、除却等の計画

  4. 提出会社の状況
    1. 株式等の状況
    2. 株価の推移
    3. 役員の状況

  5. 経理の状況
    1. 中間連結財務諸表
      1. 中間連結貸借対照表
      2. 中間連結損益計算書
      3. 中間連結株主資本等変動計算書
      4. 中間連結キャッシュ・フロー計算書
      5. その他

    2. 中間財務諸表
      1. 中間貸借対照表
      2. 中間損益計算書
      3. 中間株主資本等変動計算書
      4. 中間キャッシュ・フロー計算書
      5. その他
2. 提出会社の保証会社等の情報
  1. 保証会社情報
    1. 保証の対象となっている社債
    2. 継続開示会社たる保証会社に関する事項
    3. 継続開示会社に該当しない保証会社に関する事項

  2. 保証会社以外の会社の情報
    1. 当該会社の情報の開示を必要とする理由
    2. 継続開示会社たる当該会社に関する事項
    3. 継続開示会社に該当しない当該会社に関する事項

  3. 指数当の情報
    1. 当該指数等の情報の開示を必要とする理由
    2. 当該指数等の推移
3. 監査報告書

報告書の内容は、金融庁の電子開示・提出システムEDINETを通じて電子提出することが義務づけられており、同庁が設置したウェブサーバ経由での縦覧ができるほか、財務局や証券取引所、場合によっては自社のウェブサイトにPDFファイルの形で登録してあることもある。

## 開示期間
3年間、公衆の縦覧に供される。

## 虚偽記載
- 課徴金：
- 刑事罰：5年以下の懲役もしくは500万円以下の罰金またはこれらの併科（同法197条の2）。